# Fortaleza y debilidad de la UNAM
Fortaleza y debilidad de la UNAM es un documento publicado por Jorge Carpizo MacGregor en el que presenta un análisis minucioso de los problemas que debía superar esa Universidad de México y los elementos con los que contaba para hacerlo, después de someterlo a consideración ante la comunidad universitaria, presentó un paquete de propuestas de reforma a fin de resolver muchos de los problemas que él había identificado.
Sin embargo sus ideas no fueron del agrado de los estudiantes, lo que provocó la creación del Consejo Estudiantil Universitario y trajo como resultado una huelga muy importante dentro de la UNAM.

## Análisis
El 26 de abril de 1986 el rector presentó un documento en el que analizaba la situación de la Universidad destacando lo que en su opinión consideraba temas relevantes que requerían ser atendidos para que la UNAM respondiera a las exigencias sociales cabalmente y pudiera seguir siendo una institución de excelencia. Algunas de las propuestas siguen la línea de pensamiento del rector Ignacio Chávez quien luchó para la UNAM fuera democrática e incluyente al eliminar el pase automático, aunque tiempo después sería restablecido por el rector Javier Barros Sierra como resultado de una movilización estudiantil.
Como resultado de este análisis presentó 26 propuestas ante el consejo universitario e invitó a toda la comunidad UNAM a manifestar su opinión.
A pesar de haber realizado una invitación pública a la libre expresión con respecto al análisis y las consiguientes propuestas presentadas, pocos participaron en la consulta. En un periodo de tres meses se recibieron los puntos de vista de académicos, alumnos y diversos grupos, aunque durante esta etapa no hubo ninguna oposición organizada.
A los pocos días de concluido el periodo de la consulta, el rector presentó ante el Consejo Universitario un paquete de 26 propuestas derivadas del diagnóstico y la consulta para que fueran analizadas, dichas propuestas fueron aprobadas por abundante mayoría y en general no provocaron controversia alguna, solamente algunas relacionadas con el pase automático, los exámenes extraordinarios o el Estatuto general de la UNAM, por mencionar algunas, generaron rechazo debido a que afectaban de manera directa intereses de los estudiantes y de los académicos.

## Propuestas
El 11 de septiembre de 1986, como resultado del diagnóstico previo que había realizado el rector, éste presentó ante el Consejo Universitario las siguientes propuestas:
1. Ingreso en la licenciatura exclusivamente a través del concurso de selección, salvo para los estudiantes del bachillerato de la propia Universidad que hayan realizado ese ciclo académico en tres años y hayan obtenido un promedio mínimo de 8.
2. Establecimiento de una sola vuelta para los exámenes ordinarios.
3. Fijación número máximo de posibilidades para la presentación de exámenes extraordinarios.
4. Regreso a la calificación numérica para la evaluación de conocimientos.
5. Preparación de material de autoaprendizaje y de autoevaluación para los alumnos en aquellas materias con alto índice de reprobación o de no presentación.
6. Impartición de cursillos optativos sobre hábitos de estudio para los alumnos.
7. Determinación de la bibliografía básica en cada materia, para entregarla a cada alumno al comienzo del curso; de esta bibliografía, deberá existir suficiente número de libros en las bibliotecas.
8. Fijación de un máximo a la reprobación de materias en cada ciclo académico.
9. Creación o, en su caso, consolidación del sistema de exámenes departamentales, por área o por materia.
10. Reforzamiento de las tareas de orientación vocacional a todos los niveles del bachillerato.
11. Impartición de cursos intensivos de actualización para el personal académico.
12. Publicación masiva de antologías para auxiliar en su actualización al personal académico.
13. Intensificación de los cursos de actualización docente.
14. Revisión y actualización de la seriación académica de las materias que integran los planes y programas de estudio.
15. Revisión y actualización, en su caso, de los planes y programas de estudio de las diversas carreras universitarias.
16. Baja del personal académico que cobre sin trabajar.
17. Cumplimiento cabal del personal académico con el número de horas a la semana que está comprometido a trabajar.
18. Evaluación real, por los Consejos Técnicos, de los informes de labores, y emisión de una opinión sobre los programas de trabajo del personal académico.
19. Incremento de las cuotas de especialización, maestría y doctorado.
20. Incremento de las cuotas de servicios como son exámenes extraordinarios, examen médico y expedición de certificados.
21. Ejercicio efectivo de la actividad docente por parte de los investigadores.
22. Revisión de la estructura de los estudios de posgrado, haciendo requisito indispensable para inscribirse en ese nivel, el de tener título de licenciado, y creación del sistema de tutoría académica.
23. Definición y actualización en cada Instituto y Centro, así como en las Facultades y Escuelas, de su política de investigación, la cual deberá discutirse en el respectivo Consejo Técnico.
24. Reforzamiento del diálogo entre los universitarios y el sector productivo, tanto público y social como privado, con el propósito de que se realicen programas conjuntos con metas concretas para beneficio del país.
25. Elección directa y secreta de los consejeros universitarios y técnicos, profesores y alumnos.
26. Elección de los miembros del Patronato Universitario por la Junta de Gobierno, de ternas que le presente el Consejo Universitario.

Al final del documento el Doctor Carpizo agregó una aclaración y una petición al Consejo Universitario, los Consejos Técnicos y Directores, pero lo más importante fue un mensaje dirigido a la comunidad estudiantil en el que expresó:

Universitarios:
El Proyecto académico que hoy planteamos implica, desde luego, una visión de la Universidad; persigue sencillamente que los estudiantes realmente estudien, que los profesores realmente enseñen y que los investigadores realmente investiguen. Que la Universidad sea tal, y que cumpla con sus funciones para servir cabalmente al mejoramiento del pueblo mexicano en sus aspiraciones a niveles más altos en lo económico, en lo político, en lo social y en lo cultural.
Expusimos nuestros problemas con el ánimo de superarlos, no de autodenigrarnos. Con la voluntad y la acción de todos lo vamos a conseguir. El futuro de nuestra Universidad está en las manos de todos nosotros. Éste es nuestro compromiso y nuestro reto. Estemos a su altura.

## Recepción
Las propuestas fueron aprobadas por una gran mayoría dentro del consejo universitario, sin embargo pocos días después algunos estudiantes organizaron una huelga debido a su descontento con las propuestas, especialmente con aquella que limitaba el pase automático por considerarla “antidemocrática”.
Como resultado de la huelga, las reformas fueron eliminadas y se propuso organizar un debate con respecto a los cambios en la universidad, sin embargo éste no se llevó a cabo como se había propuesto.
En 1997 se reformó el pase automático, aunque no de la forma en que había propuesto Carpizo, y durante la Huelga estudiantil de la UNAM (1999-2000) uno de los puntos petitorios consistía en el restablecimiento del pase a como había sido originalmente concebido en 1966.